# Сыскное отделение
Сыскное отделение — структурное подразделение при обер-полицмейстере. Впоследствии — при Городском полицейском управлении.

## История
В 1881 году была упразднена Управа благочиния и была образована канцелярия обер-полицмейстеров. В том же году было создано Сыскное отделение, выполнявшее функции по организации уголовного розыска. Отделение тесно взаимодействовало с учреждениями юстиции, но в течение продолжительного периода времени взаимодействие не было регламентировано. В 1878 году были проведены мероприятия по усилению полиции, в рамках которых был увеличен бюджет городской полиции, в том числе и на сыскную часть. Это дало толчок к развитию сыскного отделения. 6 июля 1908 года был принят закон «Об организации сыскной части», регламентирующий структуру Сыскного отделения в составе полицейских управлений: оно было поделено на 4 разряда для розыска по уголовным делам общего характера как в городах, так и в уездах. Отделениями руководили начальники, назначавшиеся губернаторами и прокурорами окружных судов. В Москве начальники подчинялись непосредственно губернатору.
9 августа 1910 года была выпущена Инструкция чинам сыскных отделений, регламентирующая права и обязанности сотрудников и руководителей Сыскных отделений. Согласно документу, сотрудникам предоставлялось право негласного расследования и производства дознания в целях профилактики, разоблачения и производства следственных действий преступлений общеуголовного характера. Сыскным отделениям давалось право организации систематического надзора за преступниками и неблагонадёжными гражданами с помощью слежки и с использованием негласной агентуры. Помимо этого, отделения должны были выполнять указания прокуроров и судебных следователей по общеуголовным делам.
Территориальные границы полномочий и обязанностей Сыскного отделения ограничивались пределами Городского полицейского управления. Чётко регламентировалось тесное взаимодействие Сыскного отделения с органами прокурорского надзора: начальники отделений были обязаны информировать окружных прокуроров о деталях и стадиях негласных расследований.
Сыскные отделения вместе с остальными полицейскими учреждениями были ликвидированы директивой Временного правительства 11 марта 1917 года.